# 北里弗賽德 (伊利諾伊州)
北里弗賽德（英語：North Riverside）是位於美國伊利諾伊州庫克縣的一個村落。

## 地理
北里弗賽德的座標為41°50′46″N 87°49′47″W / 41.84611°N 87.82972°W，而該地最高點為海拔高度188米（即617英尺）。

## 人口
根據2010年美國人口普查的數據，北里弗賽德的面積為4.26平方千米，當中陸地面積為4.26平方千米，而水域面積為0.00平方千米。當地共有人口6672人，而人口密度為每平方千米1,566人。